# Afrenella
Afrenella is een geslacht van vlinders van de familie uilen (Noctuidae), uit de onderfamilie Amphipyrinae.

## Soorten
- A. jansei Berio, 1965
- A. seydeli Berio, 1973